# Al Hendrickson
Alton Reynolds „Al“ Hendrickson (* 10. Mai 1920 in Eastland (Texas); † 2007 in North Bend (Oregon)) war ein US-amerikanischer Jazz- und Studiomusiker (Gitarre, auch Banjo, Mandoline, Gesang).

## Leben und Wirken
Hendrickson wuchs in Texas auf, bevor er zur amerikanischen Westküste zog. 1940 arbeitete er bei Artie Shaw; im selben Jahr hatte er einen Auftritt in Fred Astaires Musikfilm Second Chorus. Mitte der 1940er-Jahre in der Küstenwache. In der Nachkriegszeit spielte er u. a. in den Bands von Freddie Slack, Ray Linn und Benny Goodman, dessen Sextett er auch angehörte. Als Bariton ist er außerdem in Goodmans On a Slow Boat to China zu hören, das 1947 ein großer Hit in den USA wurde. In den 1950er-Jahren war er ein vielbeschäftigter Studiomusiker sowohl für Film- und Fernseh-Soundtracks (The Danny Kaye Show, 1963) als auch für Pop-Produktionen von Columbia Records ab 1959. Er wirkte u. a. bei Produktionen von The Weavers, The Monkees, des Countrysängers Sheb Wooley und des Jazzpianisten Dodo Marmarosa mit.
Im Bereich des Jazz und der Unterhaltungsmusik war er zwischen 1940 und 1986 an 493 Aufnahmesessions beteiligt, u. a. bei Rosemary Clooney, Bing Crosby, Doris Day, Lee Hazlewood, Eartha Kitt, Frankie Laine, Henry Mancini, Ann-Margret, Dean Martin, Ella Mae Morse, Harry Nilsson, Louis Prima, Elvis Presley (Viva Las Vegas), Shorty Rogers und Bud Shank. In den 1970er-Jahren war er Mitglied von Frank Capps Juggernaut-Bigband, bevor er sich Ende der 1980er-Jahre nach Oregon zurückzog. Er war Autor der Lehrbücher Encyclopedia of Bass Chords, Arpeggios and Scales und Al Hendrickson Jazz Guitar Solos: Complete Book.